# Trachylepis occidentalis
Trachylepis occidentalis är en ödleart som beskrevs av  Peters 1867. Trachylepis occidentalis ingår i släktet Trachylepis och familjen skinkar. Inga underarter finns listade i Catalogue of Life.